# Amt Nordstormarn
Das Amt Nordstormarn ist ein Amt im Kreis Stormarn in Schleswig-Holstein und hat seinen Sitz in der Stadt Reinfeld, die aber selbst nicht dem Amt angehört. Das Amt Nordstormarn ist somit ein klassisches Kragenamt.

## Amtsangehörige Gemeinden
1. Badendorf
2. Barnitz
3. Feldhorst
4. Hamberge
5. Heidekamp
6. Heilshoop
7. Klein Wesenberg
8. Mönkhagen
9. Rehhorst
10. Wesenberg
11. Westerau
12. Zarpen

## Geschichte
Das Amt wurde 1972 aus den ehemaligen Ämtern Reinfeld-Land und Zarpen gebildet.

## Wappen
Blasonierung: „In Rot ein gesenkter silberner Wellenbalken; oben ein silberner Schwanenrumpf mit einer goldenen Krone um den Hals, unten zwei gekreuzte goldene Ähren.“